# Buthacus occidentalis
Espèce
Synonymes
- Buthacus leptochelys occidentalis Vachon, 1953
- Buthacus huberi Lourenço, 2001
- Buthacus ehrenbergi Kovařík, 2005

Buthacus occidentalis est une espèce de scorpions de la famille des Buthidae.

## Distribution
Cette espèce est endémique de Mauritanie. Elle se rencontre vers Chinguetti et Aftout.

## Description
Buthacus occidentalis mesure de 44 à 50 mm.

## Systématique et taxinomie
Cette espèce a été décrite sous le protonyme Buthacus leptochelys occidentalis par Vachon en 1953. Elle est élevée au rang d'espèce par Lourenço en 2000.
Buthacus ehrenbergi a été placée en synonymie par Lourenço en 2006.
Buthacus huberi a été placée en synonymie par Kovařík, Lowe et Šťáhlavský en 2016.

## Publication originale
- Vachon, 1953 : « Contribution à l'étude du peuplement de la Mauritanie. Scorpions. » Mémoire de l'Institut français d'Afrique Noire, vol. 15, no 3, p. 1012-1028.